# Gare de Rixensart
La gare de Rixensart est une gare ferroviaire belge de la ligne 161, de Schaerbeek à Namur, située sur près du hameau de Froidmont sur le territoire de la commune de Rixensart dans la province du Brabant wallon en Wallonie.
Elle est mise en service en 1855 par la Grande compagnie du Luxembourg avant de devenir une gare de l'Administration des chemins de fer de l'État belge.
C'est une gare voyageurs de la Société nationale des chemins de fer belges (SNCB), desservie par des trains Suburbains (S8, S81). D'importants travaux de modification du site sont toujours en cours en novembre de l'année 2020 dans le cadre du projet RER autour de Bruxelles.

## Situation ferroviaire
Établie à 90 mètres d'altitude, la gare de Rixensart est située au point kilométrique (PK) 23,355 de la ligne 161, de Schaerbeek à Namur entre les gares de Genval et de Profondsart.

## Histoire
La station de Rixensart est mise en service le 14 juin 1855 par la Grande compagnie du Luxembourg quelques jours après l'inauguration, le 9 juin 1855, de la section de La Hulpe à Gembloux de son chemin de fer de Bruxelles à Luxembourg.
Les anciennes cartes référencent déjà une gare à cet emplacement, entre le village de Rixensart, sur les hauteurs, et le hameau de Froidmont, sans la vallée. Le bâtiment d'origine aurait est démoli à une date inconnue. La date de 1894-1895 est mentionnée pour la construction du bâtiment actuel mais cette date pourrait correspondre à un simple agrandissement, lequel a été adjugé le 17 septembre 1896 pour un montant de près de 9 000 francs. En 1912, la partie du bâtiment servant d'habitation pour le chef de gare est réaménagée.
Les travaux de réaménagement de la gare en vue du passage à quatre voies de la ligne sont toujours en cours en septembre 2021. L'ancien abri de quai en brique et en fer forgé a été démoli en 2014. Les quais ont été déplacés en 2015 de 200 mètres vers Bruxelles, sous la dalle de béton du centre de la commune qui remplace l'ancien pont surplombant les voies et sert de parking ainsi que de dépose minute et de gare d'autobus desservie par la TEC, composée de trois quais de bus.

Ancienne gare de Rixensart
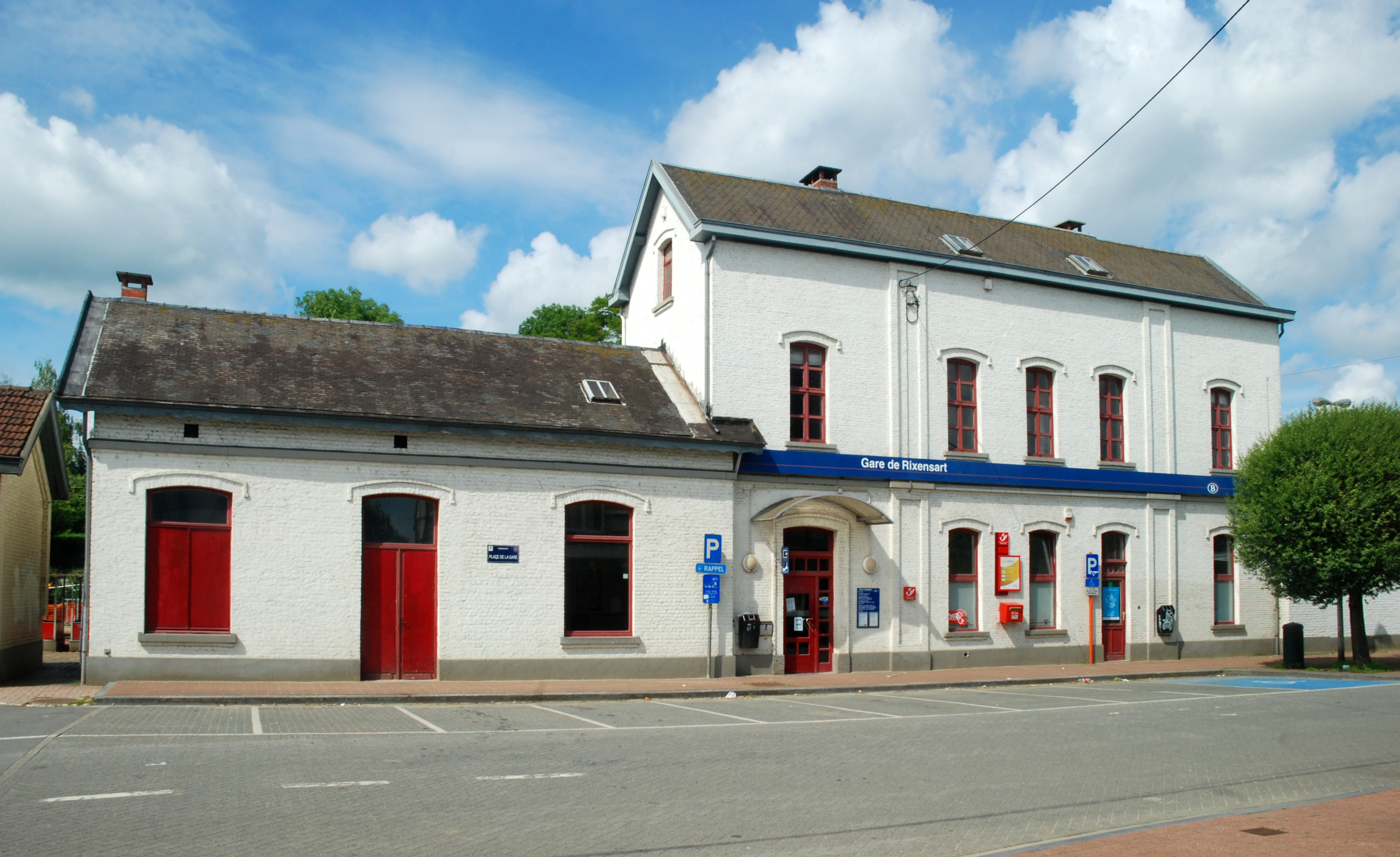
La gare vue depuis la place de la Gare.
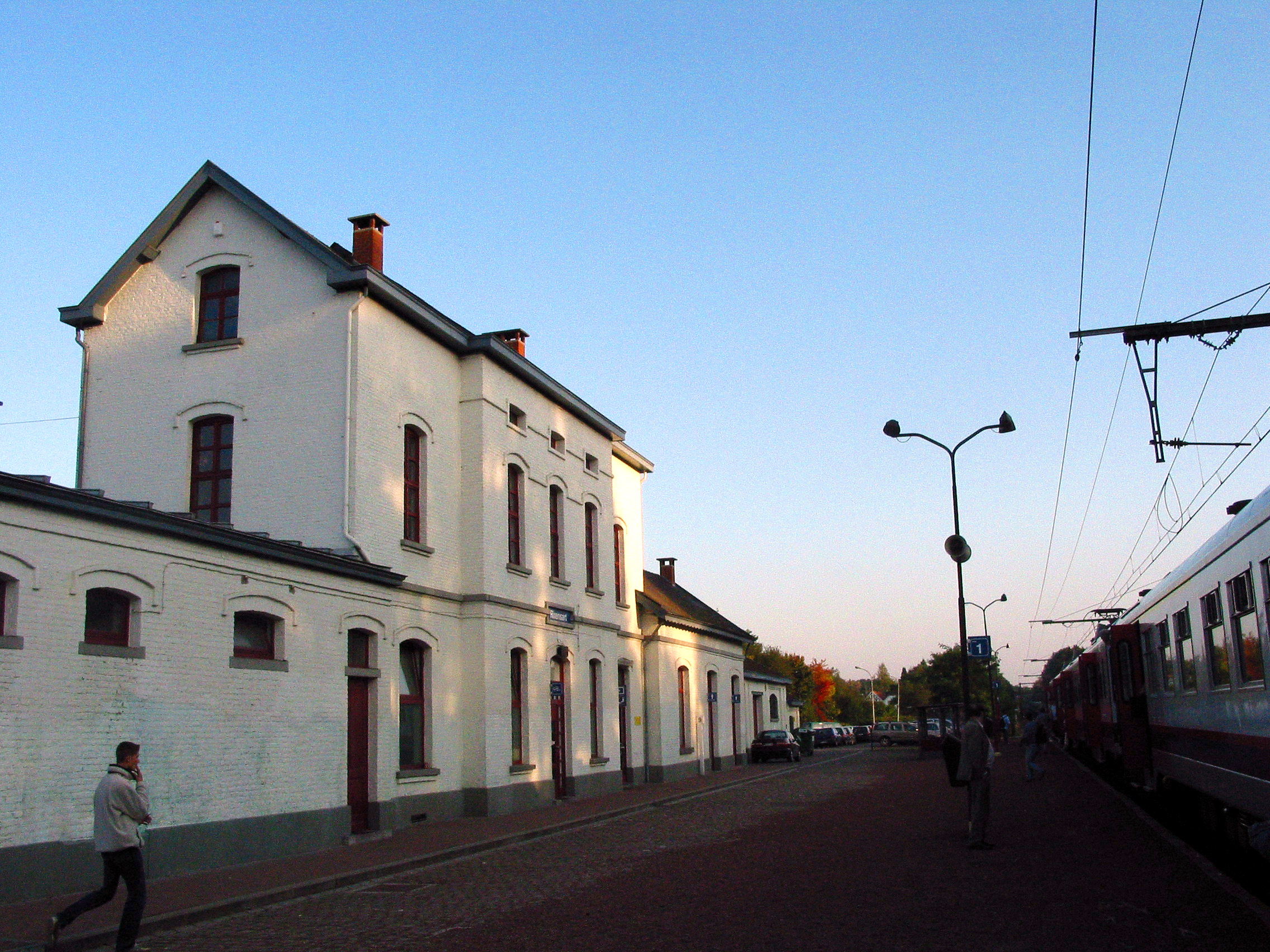
Le bâtiment voyageur vu depuis les quais.
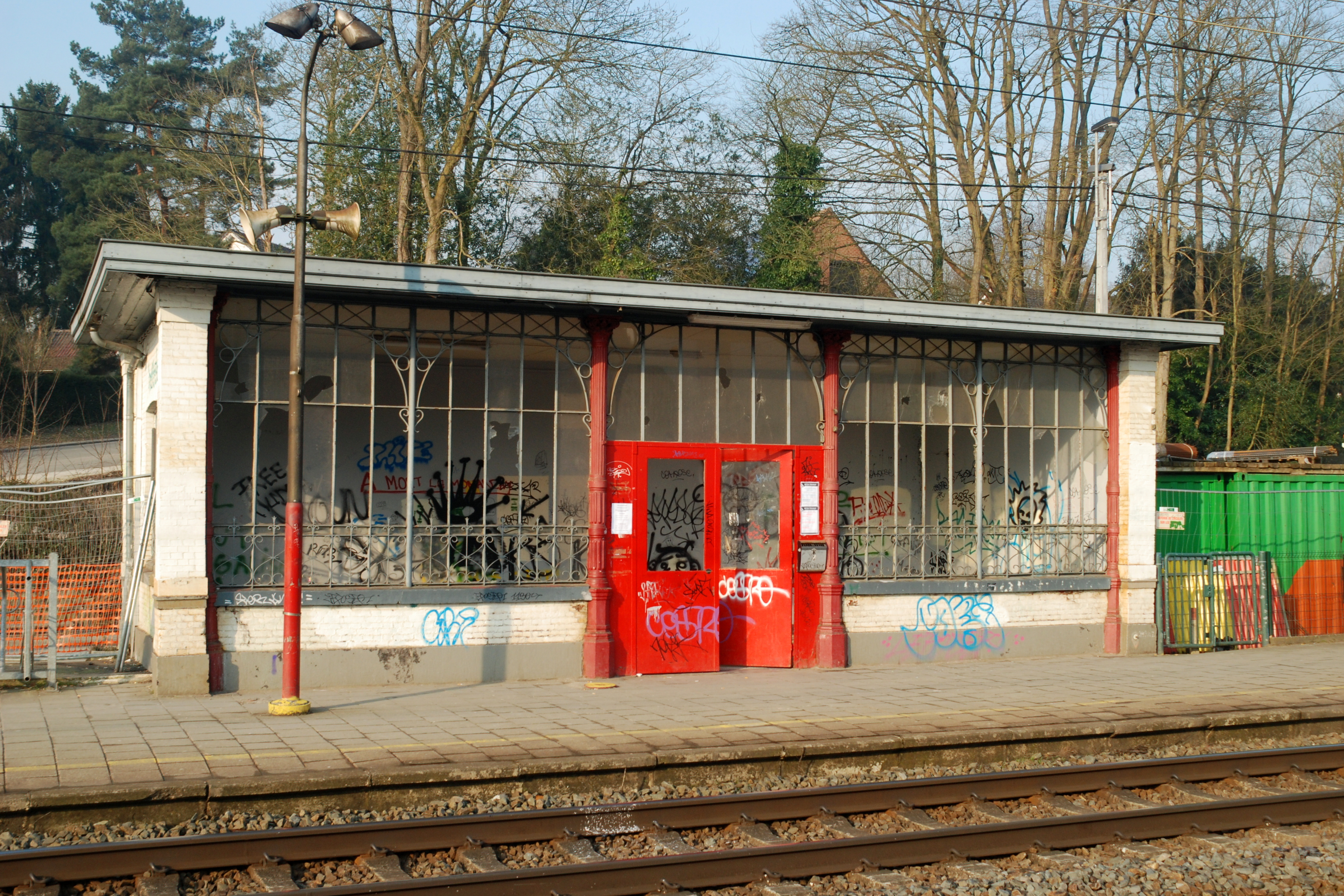
L'ancien abri de quai en brique et en fer forgé.
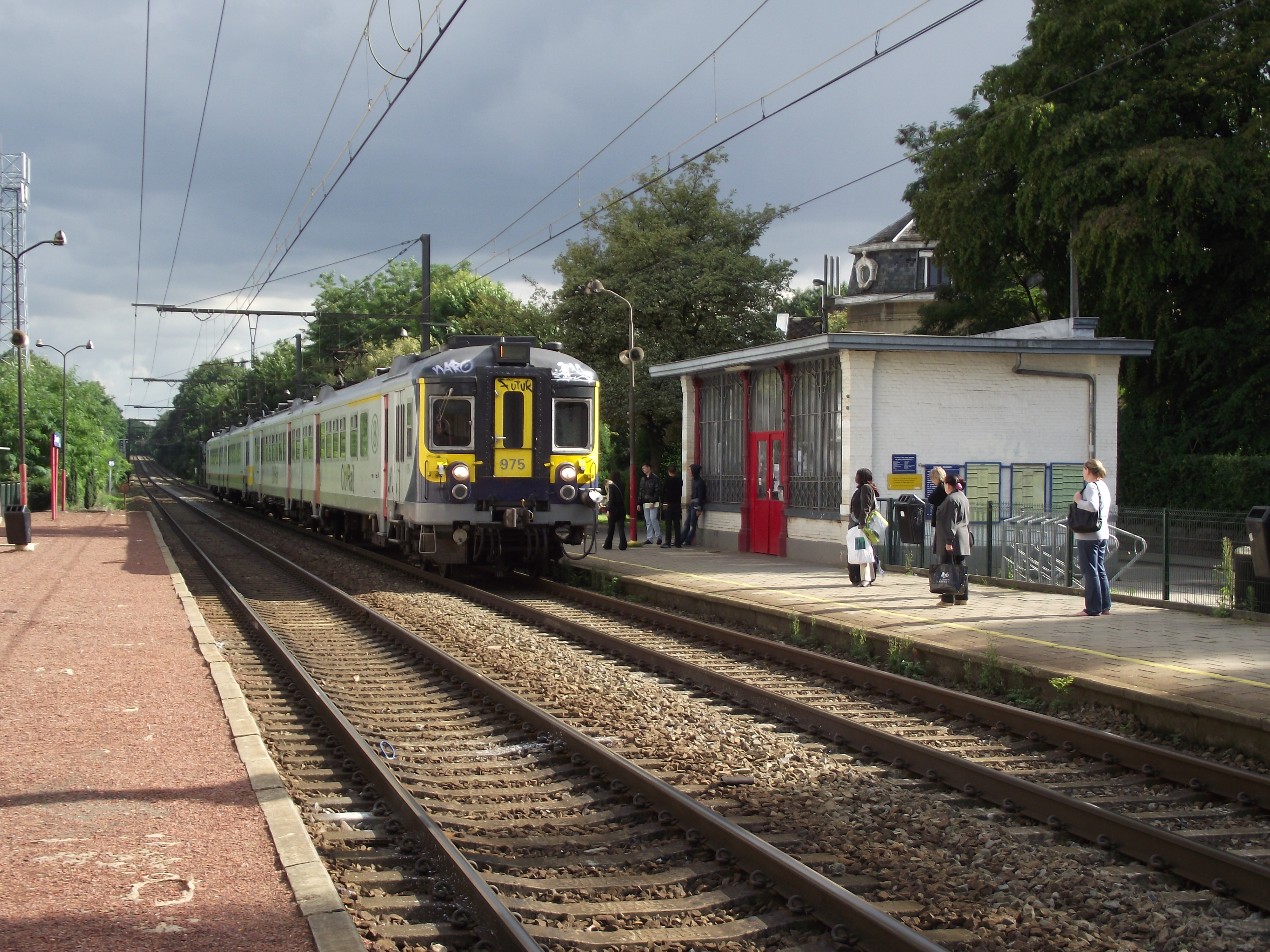
Train à quai.

## Service des voyageurs

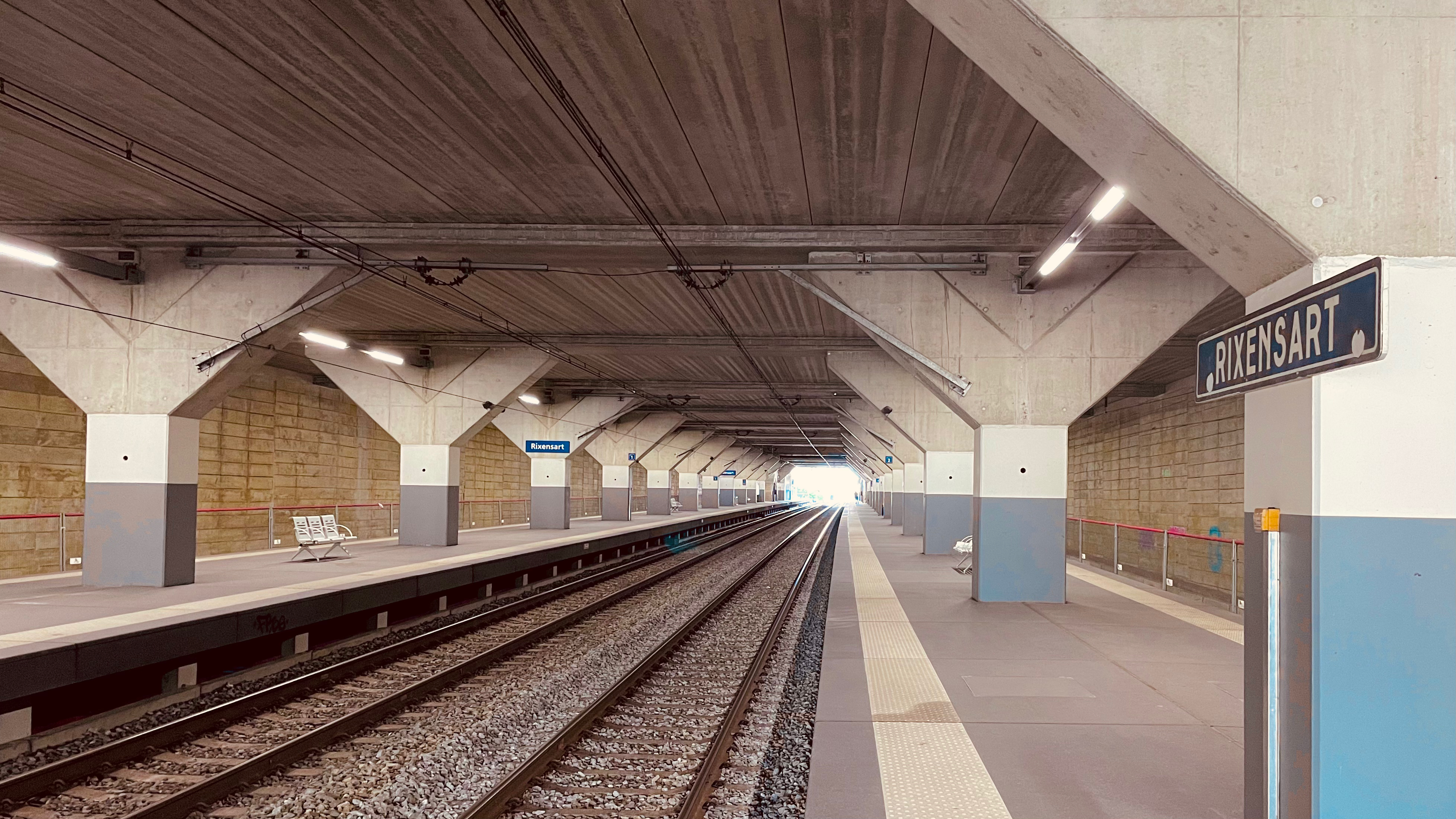
Nouveaux quais de la halte.

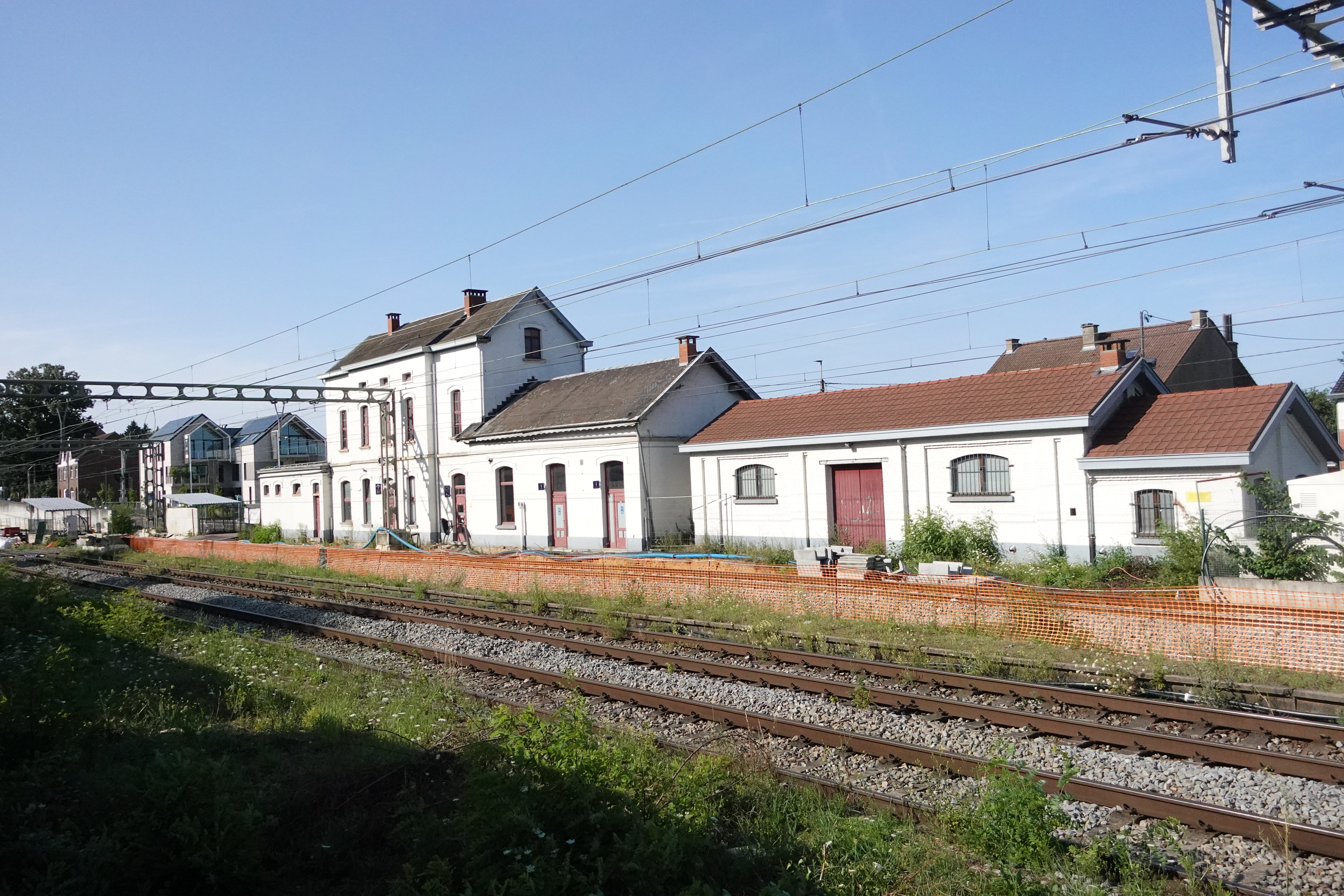
Ancien bâtiment, non loin de l'extrémité des quais.

### Accueil
Gare SNCB, elle dispose d'un bâtiment voyageurs, avec guichet, ouvert de 06:15 à 13:30 pendant la semaine. Elle est équipée d'automates pour l'achat de titres de transport.
Les deux quais centraux sont accessibles via un souterrain qui relie la rue de la Gare à la rue Alphonse Collin, ainsi que par des escaliers qui permettent de descendre depuis la dalle. Il est prévu d'installer des ascenseurs afin de faciliter l'accès aux personnes à mobilité réduite.

### Desserte
Rixensart est une gare voyageurs de la SNCB, desservie par des trains Suburbains (S) des lignes S8 et S81 circulant sur la ligne commerciale 161.
En semaine, la gare de Rixensart est desservie, deux fois par heure, par des trains S8 : Zottegem / Bruxelles-Midi - Ottignies / Louvain-la-Neuve. Aux heures de pointe s'ajoutent un train S81 Ottignies - Schaerbeek, le matin, et un S81 Schaerbeek - Ottignies, l'après-midi (les autres trains S81 ne marquant pas l'arrêt à Rixensart).
Les week-ends et jours fériés, la gare de Rixensart est seulement desservie une fois par heure par des S8 Bruxelles-Midi - Louvain-la-Neuve

### Intermodalité
Un parc pour les vélos ainsi que deux parkings pour les véhicules y sont aménagés. Le parking P1 pour véhicules se situe au sud de l'ancien bâtiment des voyageurs, en surface, et est accessible par la rue du cyclone. Le second parking P2 se situe en dessous de la dalle de la gare, et est accessible via le rond-point de la rue Aviateur Huens. (Ces deux parkings sont disponibles sur abonnement et sont gérés par la SNCB). Un troisième parking se situe sur la place du millénaire, mais celui-ci est gratuit. La gare dispose également d'une dépose-minute qui se trouve sur la dalle. Elle est desservie par des bus du TEC Brabant Wallon Braine-l’Alleud-gare - Wavre gare (ligne 36), du transport scolaire (ligne 125) et une navette gratuite aux heures de pointe (ligne 14).

## Comptage voyageurs
Ce graphique et tableau montre le nombre de voyageurs embarquant en moyenne durant la semaine, le samedi et le dimanche.
| Nombre de passagers qui embarquent à la gare de Rixensart | Nombre de passagers qui embarquent à la gare de Rixensart | Nombre de passagers qui embarquent à la gare de Rixensart | Nombre de passagers qui embarquent à la gare de Rixensart |
|                                                           | Semaine                                                   | Samedi                                                    | Dimanche                                                  |
| --------------------------------------------------------- | --------------------------------------------------------- | --------------------------------------------------------- | --------------------------------------------------------- |
| 1977                                                      | 2 351                                                     | 369                                                       | 333                                                       |
| 1978                                                      | 2 387                                                     | 444                                                       | 360                                                       |
| 1979                                                      | 1 869                                                     | 170                                                       | 283                                                       |
| 1980                                                      | 1 855                                                     | 405                                                       | 301                                                       |
| 1981                                                      | 1 933                                                     | 423                                                       | 274                                                       |
| 1982                                                      | 1 907                                                     | 165                                                       | 107                                                       |
| 1983                                                      | 1 904                                                     | 371                                                       | 302                                                       |
| 1984                                                      | 1 734                                                     | 307                                                       | 219                                                       |
| 1985                                                      | 1 599                                                     | 340                                                       | 304                                                       |
| 1986                                                      | 1 495                                                     | 313                                                       | 187                                                       |
| 1987                                                      | 1 480                                                     | 383                                                       | 263                                                       |
| 1988                                                      | 1 515                                                     | 376                                                       | 231                                                       |
| 1989                                                      | 1 409                                                     | 303                                                       | 225                                                       |
| 1990                                                      | 1 093                                                     | 249                                                       | 157                                                       |
| 1991                                                      | 1 103                                                     | 305                                                       | 218                                                       |
| 1992                                                      | 1 274                                                     | 291                                                       | 145                                                       |
| 1993                                                      | 1 603                                                     | 303                                                       | 190                                                       |
| 1994                                                      | 1 520                                                     | 350                                                       | 217                                                       |
| 1995                                                      | 1 489                                                     | 399                                                       | 204                                                       |
| 1996                                                      | 1 441                                                     | 344                                                       | 164                                                       |
| 1997                                                      | 1 271                                                     | 380                                                       | 219                                                       |
| 1998                                                      | 1 407                                                     | 380                                                       | 260                                                       |
| 1999                                                      | 1 327                                                     | 326                                                       | 206                                                       |
| 2000                                                      | 1 483                                                     | 401                                                       | 265                                                       |
| 2001                                                      | 1 469                                                     | 382                                                       | 246                                                       |
| 2002                                                      | 1 481                                                     | 476                                                       | 242                                                       |
| 2003                                                      | 1 399                                                     | 348                                                       | 216                                                       |
| 2004                                                      | 1 621                                                     | 390                                                       | 305                                                       |
| 2005                                                      | 1 792                                                     | 479                                                       | 408                                                       |
| 2006                                                      | 1 682                                                     | 492                                                       | 285                                                       |
| 2007                                                      | 1 698                                                     | 445                                                       | 264                                                       |
| 2008                                                      | -                                                         | -                                                         | -                                                         |
| 2009                                                      | 1 729                                                     | 393                                                       | 259                                                       |
| 2010                                                      | -                                                         | -                                                         | -                                                         |
| 2011                                                      | -                                                         | -                                                         | -                                                         |
| 2012                                                      | 1 546                                                     | 397                                                       | 256                                                       |
| 2013                                                      | 1 396                                                     | 303                                                       | 219                                                       |
| 2014                                                      | 1 641                                                     | 363                                                       | 237                                                       |
| 2015                                                      | 1 321                                                     | 299                                                       | 221                                                       |
| 2016                                                      | 1 454                                                     | 179                                                       | 219                                                       |
| 2017                                                      | 1 643                                                     | 256                                                       | 204                                                       |
| 2018                                                      | 1 291                                                     | 240                                                       | 282                                                       |
| 2019                                                      | 1 438                                                     | 366                                                       | 365                                                       |
| 2020                                                      | 863                                                       | 215                                                       | 247                                                       |
| 2021                                                      | -                                                         | -                                                         | -                                                         |
| 2022                                                      | 1 638                                                     | 451                                                       | 411                                                       |
| 2023                                                      | 1 742                                                     | 451                                                       | 355                                                       |
| 2024                                                      | 1 683                                                     | 425                                                       | 319                                                       |

## Projet et travaux

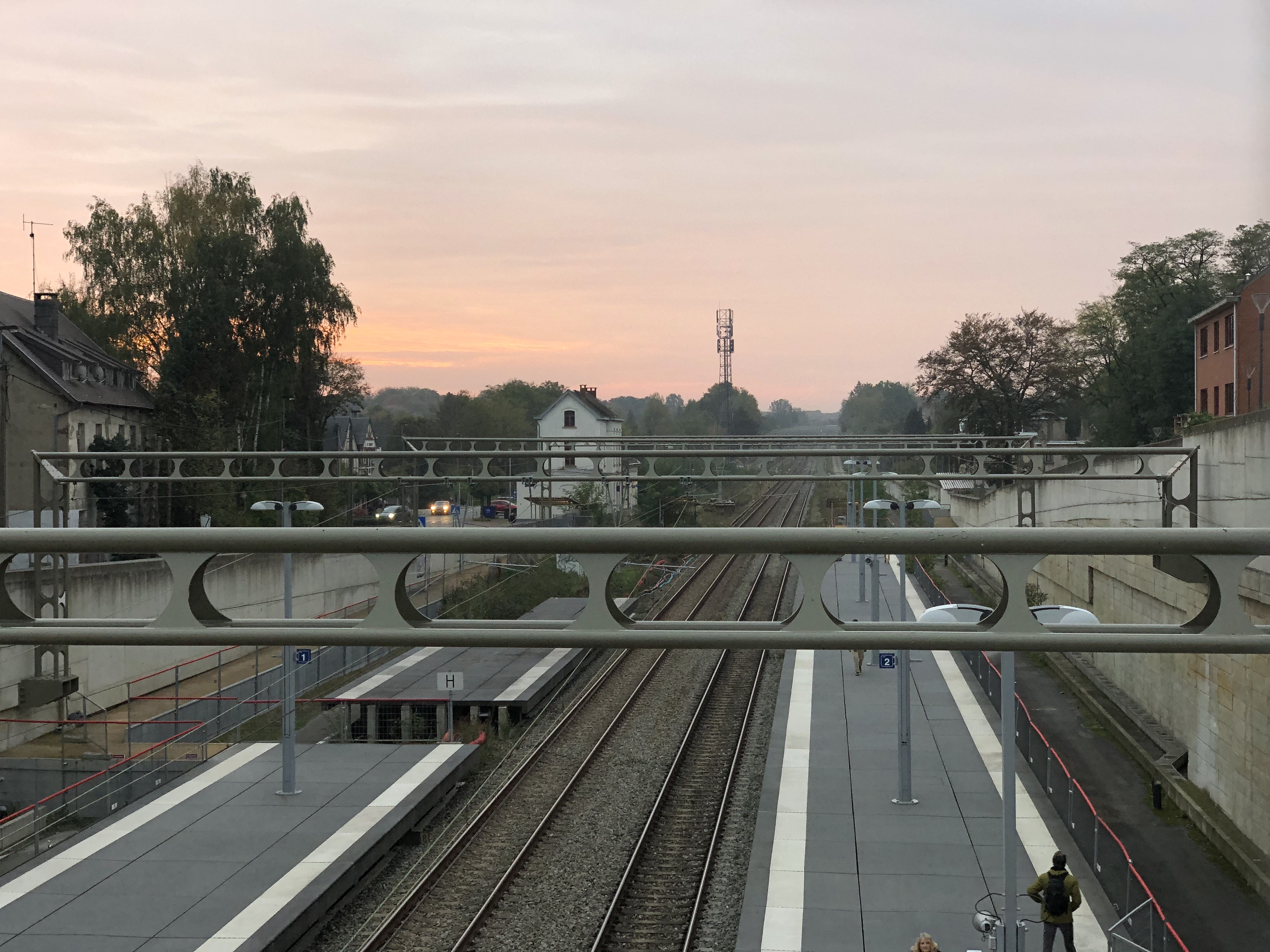
Vue des nouveaux quais pas encore achevés de la gare de Rixensart. Photo prise dans la direction du sud depuis la dalle de la gare. On peut y apercevoir en arrière plan à gauche, l'ancien bâtiment des voyageurs. On y voit également le chemin d'accès provisoire vers la voie 1 en attendant l'achèvement de l'accès définitif, ainsi que les fossés destinés à accueillir les deux futures voies. La partie manquante du quai de gauche est l'espace qui était occupé par l'ancien poteau de caténaire qui empêchait l'achèvement du quai.

Dans le cadre du futur Réseau express régional bruxellois d'importants travaux concernent la gare et le passage de la ligne, qui passera de deux voies à quatre, sur le territoire de la commune. Il est notamment prévu la création d'un nouveau bâtiment des voyageurs au-dessus des voies et la désaffectation de l'ancien bâtiment voyageurs, lequel ne sera pas démoli grâce à son emplacement à l'écart des voies. La nouvelle gare, légèrement plus au nord, est en partie souterraine et une large esplanade a été aménagée au-dessus.
Les travaux ont commencé à partir des années 2010 et ont été interrompus jusqu'en mars 2018 à la suite d'un manque de financement. Entre les années 2010 et 2014, les travaux de gros œuvre ont été effectués: l'ancien pont qui surplombait les voies a été démoli et remplacé par une dalle en béton sur laquelle se situe la gare des bus de la TEC, ainsi qu'un dépose minute. Les anciens quais de la gare ont été désaffectés et deux nouveaux quais centraux d'une longue de 350 m ont été construits en partie sous la dalle de la gare et en partie à ciel ouvert.
La pose des nouveaux portiques de caténaire a déjà été finalisée. Le câblage électrique a également été raccordé aux nouveaux portiques. Au cours du mois d'octobre 2019, les anciens poteaux de caténaire ont été démolis. L'emplacement de l'un de ces anciens poteaux empêchait la finalisation du quai vers Ottignies.